# Corsari anconetani
I secoli XVII e XVIII rappresentano, sia per la Storia che per l'immaginario collettivo, l'epoca d'oro della pirateria, praticata da avventurieri e uomini di mare senza scrupoli dalle Antille ai mari della Cina, la cui epopea è stata riccamente celebrata, frammista di leggenda e fantasia, da romanzieri e registi cinematografici.
Anche lungo le coste del Mediterraneo imperversarono, per secoli, i pirati barbareschi - provenienti dal nord Africa - fino ai primi decenni del XIX secolo.
Nel linguaggio popolare, col termine "pirata" si identifica il bucaniere, il filibustiere ed, erroneamente, anche il corsaro. I termini non sono invece equivalenti:
(Guglielmotti, Vocabolario marino e militare, voce Corsaro)

## Storia
A seguito delle sconfitte nella battaglia di Abukir (Egitto) e nella battaglia di Trafalgar (Spagna), che diedero alla Gran Bretagna la supremazia sui mari, anche la Francia adottò la guerra di Corsa.
Già nel 1799, tre corsari corsi avevano partecipato alla difesa della Piazza di Ancona.
Tra i corsari giunti in Adriatico, senz'altro il più famoso, fu il genovese Giuseppe Bavastro (1760-1833), comandante dello sciabecco Masséna intitolato all'omonimo generale Andrea Massena, suo amico d'infanzia.
Il Masséna, assieme ad altri due trabaccoli corsari fece base ad Ancona, nel novembre 1805, distinguendosi per l'arrembaggio e la cattura, l'un dopo l'altro, di quattro legni nemici avvenuta, nelle acque di Lissa, il 5 dicembre 1805.
L'anno seguente, il Capitano Giacomo Carli, anconetano, comandante del corsaro Sans Peur (Senza Paura), assalì uno sciabecco russo presso Lagosta, togliendogli la preda; successivamente lo stesso corsaro fu affondato non prima di aver rifornito di viveri e munizioni il presidio italiano delle Isole Tremiti, assediato dagli inglesi.
Lo stesso Carli si segnalò ancora, nel gennaio 1807, al comando dell'Italiano.
Questo corsaro, assieme al Carlotta al Fortunata e al Traiano (intitolato all'imperatore romano che da Ancona si imbarcò per la spedizione contro la Dacia), appartenevano all'armatore riminese Antonio Passano, stabilitosi nella città dorica frattanto divenuta la base franco-italiana più importante per la guerra di corsa in Adriatico.
La squadriglia del Passano riuscì a catturare, nel solo mese di dicembre del 1807, ben 13 navi inglesi.
Nel 1808 operarono gli scafi anconetani Adria e Vendicatore. Quest'ultimo corsaro, comandato dal tenente di fregata Contrucci, il 21 maggio fu affondato dalla bordata di una fregata inglese proprio sotto il Monte Conero per poi essere rimesso a galla dal suo stesso bravo capitano.
Le cronache navali dell'anno 1809 fanno menzione, oltre che del citato Sans Peur del corsaro anconetano Caffarelli (dal casato dell'allora Ministro della Guerra) di Capitan Cassinelli.
I traffici marittimi del Regno d'Italia, già compromessi dal Blocco Continentale voluto da Napoleone nel 1806, dopo la seconda, sfortunata spedizione di Lissa del 1811, furono pressoché in balìa della flotta inglese.
Lo storico militare Dott. Piero Crociani citando i corsari italiani al servizio dell'Imperatore sottolinea la presenza dei vicini corsari senigalliesi: citiamo, uno per tutti, il Padron Rognini che, il 28 maggio 1813, alla guida di un convoglio di ben 28 mercantili armati, si difese strenuamente dalla fregata inglese Bacchante presso Termoli.
Sventato l'attacco, costato la vita a due dei suoi uomini, si meritò un'ingente gratifica governativa.
L'11 luglio 1813, durante il blocco navale di Ragusa da parte della flottiglia inglese, il corsaro anconetano La Rèveillèe catturò, proprio nel porto della città dalmata, una feluca avversaria.

## Gli uomini e le armi

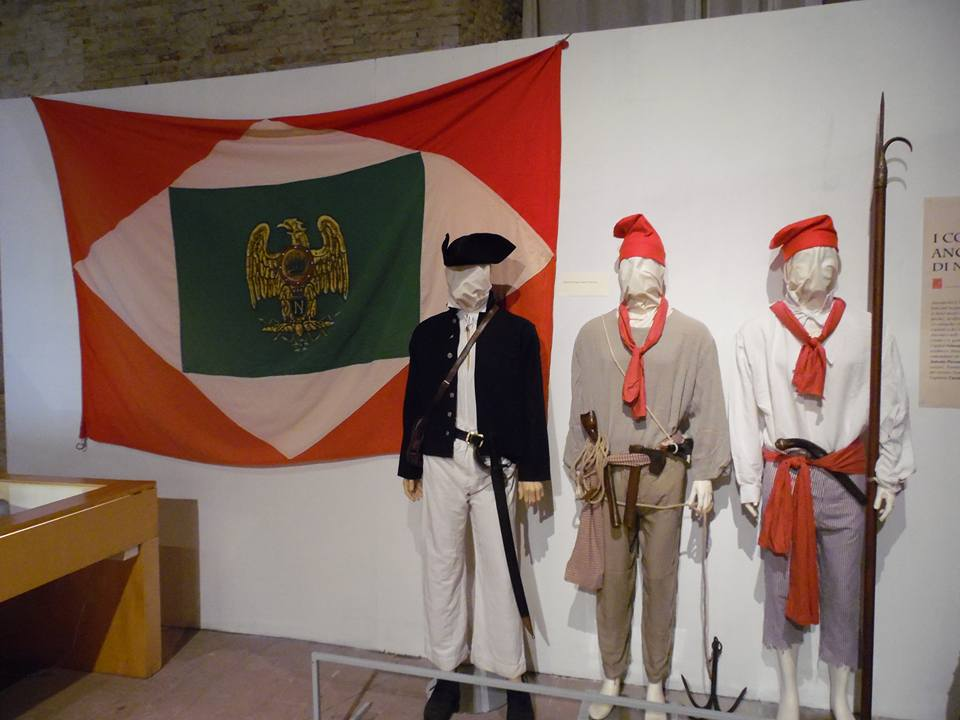

NOTA: manca qualsiasi riferimento a fonti dirette, indirette o bibliografia consultata per compilare il testo che segue. Esso deve quindi intendersi supposizione dell'Autore fino a prova contraria.
Analogamente a quelli arruolati ed inquadrati nella Reale Marina Italiana, questi uomini erano privi dell'esperienza “bellica” e della professionalità dei loro avversari della Royal Navy. Eppure, dalle scarne cronache pervenuteci, si rileva il coraggio e la perizia dei capitani e dei loro uomini, reclutati nel Porto di Ancona e nelle località limitrofe.
Concorrendo anche alla difesa della navigazione in ausilio le batterie costiere, non era occasionale che i corsari sbarcassero per dar man forte alle guarnigioni locali.
Comunque, ciò che più spingeva alla lotta questi “mercenari del mare” era la preda e la “parte” di loro spettanza, determinata da appositi decreti e regolamenti: si andava, ad esempio, dalle dodici parti spettanti al Capitano fino alla mezza spettante al mozzo. Un terzo del ricavato andava all'Erario e qualcosa restava anche per la cassa degli invalidi di Marina.
Per completare il quadro rappresentativo dei corsari, accenniamo al loro abbigliamento ed armamento individuale: non possiamo parlare, ovviamente, di una vera e propria divisa.

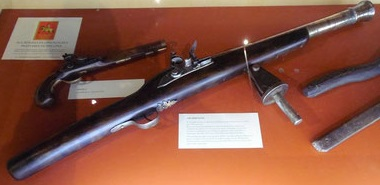

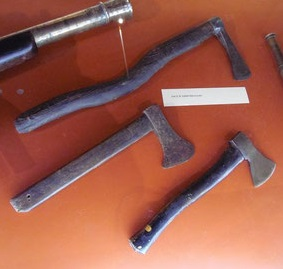

Alcuni capi di vestiario erano però ricorrenti: pantaloni bianchi svasati con la patta, fazzoletto o “strozzino” al collo, un cappello a falde larghe di paglia d'estate o d'incerata, a volte anche il cappello frigio, cinturone e bandoliera di cuoio.
Al fianco, per molti, la micidiale sciabola d'arrembaggio, sia essa d'ordinanza francese o di “preda bellica”, oppure un sabro od un coltellaccio, magari di fabbricazione artigianale.
Alla cintola veniva infilata od agganciata una pistola, che poteva essere tanto di fabbricazione civile che militare. Erano preferite le armi da fuoco corte e comunque di convenienti dimensioni come il trombone, che sparava pallettoni, anche nelle sue versioni ridotte di tromboncino o trombino; fucili da marina, ma anche d'artiglieria, di minor peso e lunghezza rispetto a quelli allora usati dalle fanterie europee.
Armi tipiche per l'arrembaggio erano l'alighiero, arma-attrezzo in asta più comunemente conosciuta come mezzo marinaio, la picca nella sua versione ridotta per il corpo a corpo a bordo, il grappino, specie di ancorotto uncinato usato per aggrappare e danneggiare le sartie, la micidiale ascia, simile al tomahawk pellerossa, il pugnale e, non ultimo, l'inseparabile coltello, tanto a lama fissa che a serramanico.